# Akromelie
Akromelie, Mesomelie und Rhizomelie bezeichnen angeborene Verkürzungen einer  Extremität. Sie sind Formen der Dysmelie.
- Akromelie bezeichnet die Verkürzung besonders der distalen Anteile (Finger oder Zehen),
- Mesomelie die Verkürzung der mittleren Anteile, also Unterarme oder Unterschenkel und
- Rhizomelie die Verkürzung der proximalen Anteile, also Oberarme oder Oberschenkel.

- Hemimelie bezeichnet im Gegensatz zur Mesomelie auch die sehr häufigen zusätzlichen Veränderungen distal an Hand bzw. Fuß.

## Etymologie
Die Wörter leiten sich ab vom altgriechischen μέλος mélos ‚Glied‘ sowie
- ἄκρος ákros ‚am Ende befindlich‘
- μέσος mésos ‚in der Mitte‘
- ῥίζωμα rhízōma ‚Wurzel, Ursprung‘.[2]